# محمد أشحشاح
محمد أشحشاح لاعب كرة قدم مغربي، من مواليد مدينة الحسيمة سنة 1984م.  

## مسيرته الرياضية
يتوفر على سجل حافل في تاريخ كرة القدم الحسيمية والريفية عموما، بدء مسيرته الكرويه كغيره من اقرانه عندما كان يداعب الكره في أزقة حي الباديسي بالحسيمة، وقد لفت نظر الجميع منذ الصغر بمهاراته الرفيعه، وفي سن الحادية عشرة، أنضم إلى مدرسة كرة القدم التابعة لنادي الرياضي الحسيمي، كان صغير السن رغم ذلك ينادى عليه للعب مع الشبان النادي ،لعب لكبار النادي الرياضي الحسيمي وسنه لم يتجاوز السادسة عشرة من العمر.
إنقل بعد ذلك للعب في صفوف شباب الريف الحسيمي ولعب معهم لمدة أربع سنوات.
من إنجازاته في هذه المدة :
-هداف الفريق الحسيمي قسم الهواة
-لعب مقابلة السد من أجل الظفر ببطاقة الثأهل للقسم الثاني ضد اتحاد تمارة وانهزامهم بالضربات الثرجيحية (أشحشاح ضيع ضربة جزاء)الأحد 25/6/2006
-تحقيق التأهل للقسم الثاني مع شباب للريف الحسيمي في مقابلة السد ضد وداد تمارة السبت 23/6/2007.
-هداف قسم الهواة
إنقل بعد ذلك للعب في صفوف الرجاء الرياضي الحسيمي ولعب معهم لمدة موسم واحد.
من إنجازاته في هذه المدة:
-هداف القسم الوطني للهواة ب 13 هدف
-تأهل مع فريق الرجاء الحسيمي للقسم الثاني في مقابلة السد بتطوان ضد شباب أطلس خنيفرة بهدف لصفر من توقيع أشحشاح../7/2009.
عاد من جديد لفريق شباب الريف، لحد الآن يلعب مع الفريق الحسيمي.
من إنجازاته في هذه المدة :
-تحقيق حلم 50 ـ الصعود للقسم الممتاز المغربي، بعد تسجيله الهدف الأول في المقابلة الأخيرة من الدوري الهدف الثاني سجله تيرمينا.